# Наусет Алеман
Наусет Алеман (ісп. Nauzet Alemán, нар. 25 лютого 1985, Лас-Пальмас-де-Гран-Канарія) — іспанський футболіст, що грав на позиції правого півзахисника, насамперед за «Лас-Пальмас» та «Реал Вальядолід».

## Клубна кар'єра
Народився 25 лютого 1985 року в місті Лас-Пальмас-де-Гран-Канарія. Вихованець футбольної школи місцевого «Лас-Пальмаса». У дорослому футболі дебютував 2003 року виступами за його другу команду, «Лас-Пальмас Атлетіко», в якій протягом одного сезону взяв участь у 10 матчах чемпіонату. Наступного року вже був включений до заявки головної команди «Лас-Пальмаса». Провів у її складі наступні п'ять сезонів, з них два у третьому та три у другому іспанських дивізіонах.
Влітку 2009 року контракт півзахисника з рідним клубом завершився і він на правах вільного агента приєднався до вищолігового клубу «Реал Вальядолід». У новій команді відразу став одним із гравців «основи», утім не зумів допомогти команді зберегти місце в Ла-Лізі за результатами сезону 2009/10, тож наступні два сезони захищав її кольори у Сегунді.
2012 року повернувся до рідного «Лас-Пальмаса», за який провів наступні три сезони у другому дивізіоні, після чого ще протягом сезону 10 разів виходив на поле у його складі в іграх Ла-Ліги.
2016 року залишив «Лас-Пальмас» і протягом року залишався без клубу. Влітку 2017 року уклав контракт з друголіговою «Альмерія», яку, утім, залишив наприкінці того ж року, після чого оголосив про завершення кар'єри у 32-річному віці.

## Виступи за збірну
2007 року провів одну гру у складі юнацької збірної Іспанії (U-19).